# Campo Magro
Campo Magro ist ein brasilianisches Munizip im Südosten des Bundesstaats Paraná knapp 20 km nordwestlich der Hauptstadt Curitiba. Es hat 30.160 Einwohner (2022), die sich Campomagrenser nennen. Seine Fläche beträgt 275 km². Es liegt 932 Meter über dem Meeresspiegel.

## Etymologie
Der Name Campo Magro (Mageres Feld) stammt aus der Zeit des Tropeiro-Viehtriebs von Rio Grande do Sul nach São Paulo. Das Vieh magerte während der Wintersaison ab, wenn die Tropeiros in die Region kamen, weil es kaum noch grüne Weiden für die Tiere gab. Das Land sah eher wie ein dürres Feld aus. Und so wurde der Ort im Laufe der Jahrhunderte als Campo Magro bekannt.

## Geschichte

### Besiedlung
Die Geschichte von Campo Magro geht auf die Zeit des Goldabbaus im Hinterland von Curitiba zurück. Die erste Siedlung auf dem Gebiet der heutigen Gemeinde Campo Magro wurde vor über drei Jahrhunderten gegründet. Mit dem Ende der Zeit der Goldausbeutung, die wenig oder fast nichts mehr brachte, kam die Zeit der Tropeiros. Diese Zeit hat die Geschichte der Stadt geprägt, auch den Namen. Nach Angaben des Historikers José Carlos Veiga Lopes erscheint in der Liste der Verordnungen der Stadt Curitiba für 1791 die Siedlung Campo Magro mit acht Häusern.
Durch das Gesetz Nr. 970 vom 9. April 1910 wurde der Distrikt Campo Magro in der Gemeinde Tamandaré unter dem Namen Nossa Senhora da Conceição geschaffen. Den heutigen Namen erhielt der Distrikt am 4. April 1924.
Die Geschichte der Einwohner von Campo Magro ist untrennbar mit der Geschichte von Almirante Tamandaré verbunden, da sie das politische Leben dieser Gemeinde mit all seinen Höhen und Tiefen miterlebt hat, auch als am 14. Juli 1932 das Munizip  Almirante Tamandaré aufgelöst wurde. Oder auch als dieses in Timoneira umbenannt wurde.
Der Gerichtsbezirk Campo Magro wurde durch das Gesetzesdekret Nr. 199 vom 30. Dezember 1943 aus dem Gebiet des Bezirks Santa Felicidade gebildet und an das Munizip Colombo übertragen.

### Erhebung zum Munizip
Campo Magro wurde durch das Staatsgesetz Nr. 11.221 vom 11. Dezember 1995 aus Almirante Tamandaré ausgegliedert und in den Rang eines Munizips erhoben. Es wurde am 10. Januar 1995 als Munizip installiert.

## Geografie

### Fläche und Lage
Campo Magro liegt auf dem Primeiro Planalto Paranaense (der Ersten oder Curitiba-Hochebene von Paraná). Seine Fläche beträgt 275 km². Es liegt auf einer Höhe von 932 Metern.

### Vegetation
Das Biom von Campo Magro ist Mata Atlântica.

### Klima
Das Klima ist gemäßigt warm. Es werden hohe Niederschlagsmengen verzeichnet (1472 mm pro Jahr). Im Jahresdurchschnitt liegt die Temperatur bei 17,2 °C. Die Klimaklassifikation nach Köppen und Geiger lautet Cfb.

### Gewässer
Campo Magro liegt in den Einzugsgebieten des Rio Iguaçu und des Rio Ribeira. Dessen rechter Quellfluss Rio Açungui bildet die westliche Grenze des Munizips. Zu ihm fließen der Rio Betura mit seinem Nebenfluss Rio Capivara, der Rio Conceição, der Rio Ouro Frio auf der südwestlichen Grenze und dessen rechter Quellfluss Córrego Frio, der das Munizip im Südwesten begrenzt. Der südöstliche Teil des Munizipgebiets wird über den Rio Passaúna (mit seinem rechten Nebenfluss Rio Cachoeirinha) zum Iguaçu entwässert.

### Straßen
Campo Magro liegt an der PR-090 (Estrada do Cerne), die von Curitiba bis Alvorada do Sul am Rio Paranapanema im Norden führt.

### Nachbarmunizipien
|             |                                             | Itaperuçu           |
|             | Kompassrose, die auf Nachbargemeinden zeigt | Almirante Tamandaré |
| Campo Largo |                                             | Curitiba            |

## Stadtverwaltung
Bürgermeister: Claudio Cesar Casagrande, PSD (2021–2024)
Vizebürgermeister: Osmar Leonardi, PSC (2021–2024)

## Demografie

### Bevölkerungsentwicklung
| Jahr | Einwohner | Stadt | Land |
| ---- | --------- | ----- | ---- |
| 2000 | 20.409    | 12 %  | 88 % |
| 2010 | 24.843    | 79 %  | 21 % |
| 2022 | 30.160    |       |      |

Quelle: IBGE (2011) und Volkszählung 2022

### Ethnische Zusammensetzung
| Gruppe * | 2000    | 2010    | wer sich als …                                                                   |
| --- | ------- | ------- | -------------------------------------------------------------------------------- |
| Weiße | 84,0 %  | 66,5 %  | weiß bezeichnet                                                                  |
| Schwarze | 3,7 %   | 3,3 %   | schwarz bezeichnet                                                               |
| Gelbe | 0,0 %   | 0,2 %   | von fernöstlicher Herkunft wie japanisch, chinesisch, koreanisch etc. bezeichnet |
| Braune | 11,6 %  | 29,7 %  | braun oder als Mischung aus mehreren Gruppen bezeichnet                          |
| Indigene | 0,4 %   | 0,3 %   | Ureinwohner oder Indio bezeichnet                                                |
| ohne Angabe | 0,2 %   | 0,0 %   |                                                                                  |
| Gesamt | 100,0 % | 100,0 % |                                                                                  |
| *) Anmerkung: Das IBGE verwendet für Volkszählungen ausschließlich diese fünf Gruppen. Es verzichtet bewusst auf Erläuterungen. Die Zugehörigkeit wird vom Einwohner selbst festgelegt. |         |         |                                                                                  |

Quelle: IBGE (Stand: 1991, 2000 und 2010)

## Kultur und Sehenswürdigkeiten

### Astronomisches Observatorium
Aufgrund der großen unbesiedelten Flächen und der geringen Umweltverschmutzung wurde in Campo Magro das Astronomische Observatorium von Paraná eingerichtet, das das Planetarium des Colégio Estadual do Paraná ersetzt.

### Feste
Campo Magro feiert traditionell das Batatinha-Fest (deutsch: Kartoffelfest; im Juni), die Wahl der Königin des Batatinha-Festes (Mai) und das gastronomische und kulturelle Winterfest (Juni/Juli).

## Wirtschaft

### Land- und Forstwirtschaft
Der wichtigste Wirtschaftszweig ist die Landwirtschaft, die ihn Form von Familienbetrieben geführt wird. Angebaut werden vor allem Bohnen, Mais, Kartoffeln, Gemüse und Obst. Dabei sind viele Grundstücke mit ökologischem Anbau hervorzuheben. In der Forstwirtschaft gibt es insgesamt 318 Erzeuger, von denen die meisten mit Bracatinga (schnellwüchsige Mimosenart, die sowohl Brennholz auch höherwertiges Bau- und Möbelholz liefert) und Araukarien arbeiten. Die Viehzucht ist ein weiterer wichtiger Wirtschaftszweig in Campo Magro, wobei die Entwicklung der Rinder-, Schweine- und Fischzucht hervorzuheben ist.

### Gewerbe
Bei den handwerklichen Betrieben ist die Herstellung von Weinen, Süßigkeiten, Konfitüren, Teigwaren und Soßen, Säften, Käse und Milchprodukten sowie Wurstwaren zu nennen. Darüber hinaus zeichnet sich das Munizip auf nationaler Ebene durch die Herstellung von Möbeln aus Natur- und Kunstfasern aus.

### Fremdenverkehr
Der Landtourismus gewinnt mit seinen Dienstleistern und Sehenswürdigkeiten an Stärke und Bekanntheit.

### Kennzahlen
Mit einem Bruttoinlandsprodukt pro Einwohner von 14.833,09 R$ (rund 3.300 €) lag Campo Magro 2019 an 392. Stelle der 399 Munizipien Paranás.
Sein hoher Index der menschlichen Entwicklung von 0,701 (2010) setzte es auf den 227. Platz der paranaischen Munizipien.